# 흰여울문화마을
흰여울문화마을은 부산광역시 영도구 영선동4가에 위치한 마을이다. 부산광역시의 대표적인 원도심 지역인 흰여울길은 인근에 위치한 봉래산 기슭에서 하얀 눈이 내리는 모습과 닮은 구불구불한 개울에서 유래된 이름이다. 2011년 12월 오래된 집들은 리모델링되어 영도의 에너지를 발산하는 독특한 문화 예술 마을로 다시 태어났다.